# Sielec (gmina Żarnów)
Sielec – wieś w Polsce, położona w województwie łódzkim, w powiecie opoczyńskim, w gminie Żarnów.
W skład sołectwa Sielec wchodzi także wieś Nowa Góra.
W latach 1975–1998 miejscowość należała administracyjnie do województwa piotrkowskiego.
Z Sielca pochodzi Grzegorz Bociek, polski siatkarz.
Wierni Kościoła rzymskokatolickiego należą do parafii św. Mikołaja w Żarnowie.